# Rolf-Dieter Heuer
Rolf-Dieter Heuer (ur. 24 maja 1948 w Boll) – niemiecki fizyk, dyrektor generalny CERN.

## Życiorys
Heuer studiował fizykę na Uniwersytecie w Stuttgarcie. W 1977 na Uniwersytecie w Heidelbergu uzyskał tytuł doktora. W grudniu 2007 Rada ds. Badań Naukowych CERN ogłosiła, że Heuer obejmie urząd jako dyrektor generalny CERN-u od 1 stycznia 2009 po kadencji Roberta Aymara. 19 lipca 2011 Heuer otrzymał tytuł doktora honoris causa Uniwersytetu w Liverpoolu.